# Józef Stanek

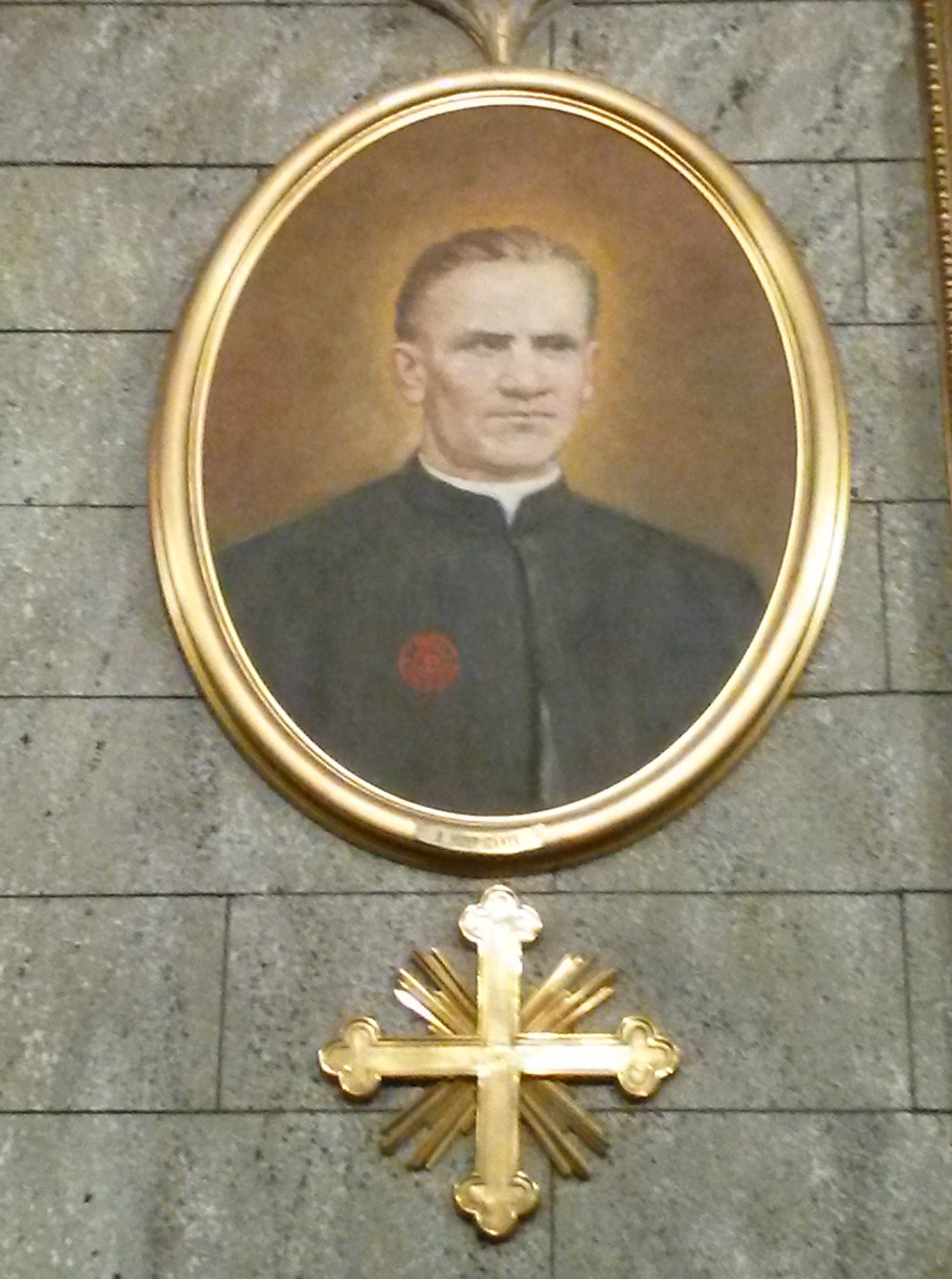
Józef Stanek

De zalige Jozef Stanek (Łapsze Niżne,  6 december 1916 - Warschau, 23 september 1944) was een Pools geestelijke  uit Klein-Polen. Hij ging bij de pallottijnen en werd in 1941 tot priester gewijd. Tijdens de Opstand van Warschau tegen de Duitse bezetting werd hij onder de schuilnaam Rudy de aalmoezenier van de opstandelingen. Om  levens te redden, deed hij al het mogelijke en onderhandelde zelfs met de bezetter. Hij werd echter gearresteerd en in september 1944 in het openbaar geëxecuteerd in Czerniaków, een buurt in de Warschause wijk Mokotów.
Stanek  werd in 1999 zalig verklaard  door paus Johannes Paulus II als een der 108 Poolse martelaren van de Tweede Wereldoorlog. Hun gedenkdag is op 12 juni. Zijn naamdag is op 23 september.
- Gemeinsame Normdatei: 121180182
- International Standard Name Identifier: 0000 0000 2297 7649
- Library of Congress Control Number: n00088396
- Virtual International Authority File: 40228223
- WorldCat: E39PBJqk4Gq4kvtrPGHpMCq84q